# 운영전 (영화)
운영전(雲英傳)은 1925년 제작된 한국의 무성 영화이다. 흑백 35mm 필름으로 제작되었으며, 윤백남이 각본·감독하고 김우연(金雨燕)·안종화(安鍾和)·이채전(李彩田) 등이 주연을 맡았다. 이 영화는 일종의 시대물(時代物)로서, 궁중의 비화(秘話)를 소재(素材)로 삼은 영화였는데, 제작 및 촬영·편집 등은 일본인들이 담당했다. 안종화의 소개로 '조선키네마사(社)'에 입사한 나운규가 교군(轎軍：가마메는 사람 역할)으로 데뷔를 한 영화였다. 개봉결과 흥행 성적은 부진했다.

## 내용
세종(世宗)의 넷째 아들인 안평대군(安平大君)의 사랑을 받는 운영(雲英)을 문재(文才)가 뛰어난 김진사가 연모함으로써 일어나는 이른바 삼각관계로, 끝내 김진사와 운영은 사랑의 도피행각을 하다가 비상을 먹고 정사(情死)로 끝을 맺는다.

## 출연

### 주연
- 김우연
- 안종화
- 이채전
- 유수선